# Кілемарський район
Кілема́рський район (рос. Килемарский район, марій. Килемар кундем) — адміністративна одиниця Республіки Марій Ел Російської Федерації.
Адміністративний центр — селище міського типу Кілемари.

## Населення
Населення району становить 11986 осіб (2019, 13604 у 2010, 14130 у 2002).

## Адміністративно-територіальний поділ
На території району 1 міське та 8 сільських поселень:
| Поселення                           | Площа, км² | Населення, осіб (2002) | Населення, осіб (2010) | Населення, осіб (2019) | Центр          | Населені пункти |
| ----------------------------------- | ---------- | ---------------------- | ---------------------- | ---------------------- | -------------- | --------------- |
| Кілемарське міське поселення        | 721,21     | 4616                   | 4651                   | 4304                   | Кілемари       | 15              |
| Ардинське сільське поселення        | 212,56     | 2748                   | 2645                   | 2310                   | Арда           | 20              |
| Великокібеєвське сільське поселення | 103,65     | 530                    | 400                    | 290                    | Велике Кібеєво | 6               |
| Візім'ярське сільське поселення     | 284,32     | 2038                   | 2100                   | 1841                   | Візім'яри      | 1               |
| Красномостівське сільське поселення | 317,25     | 863                    | 806                    | 695                    | Красний Мост   | 5               |
| Кум'їнське сільське поселення       | 506,72     | 1074                   | 878                    | 665                    | Великі Пам'яли | 11              |
| Нежнурське сільське поселення       | 108,33     | 486                    | 445                    | 373                    | Нежнур         | 4               |
| Широкундиське сільське поселення    | 309,54     | 791                    | 800                    | 746                    | Широкундиш     | 7               |
| Юксарське сільське поселення        | 532,31     | 984                    | 879                    | 762                    | Юксари         | 9               |

## Найбільші населені пункти
Найбільші населені пункти з чисельністю населення понад 1000 осіб:
| № | Населений пункт | Населення, осіб (2002) | Населення, осіб (2010) |
| - | --------------- | ---------------------- | ---------------------- |
| 1 | Кілемари        | 3 951                  | 4 073                  |
| 2 | Візім'яри       | 2 038                  | 2 100                  |